# 金鎮區 (阿肯色州約翰遜縣)
金鎮區（英語：King Township）是位於美國阿肯色州約翰遜縣的一個行政鎮區。

## 地方資料
金鎮區的面積為64.18平方千米，當中陸地面積為63.82平方千米，而水域面積為0.36平方千米。根據2010年美國人口普查的數據，當地共有人口1227人，而人口密度為每平方千米19.12人。